# Anna Holinová
Anna Holinová (16. května 1836 Prostřední Lhota – 27. února 1910 Praha-Malá Strana) byla první a největší láskou Jana Nerudy.

## Život
Podle záznamu v matrice se narodila 16. května 1836 v Prostřední Lhotě u Příbrami čp. 14 jako dcera Františka Holiny, komorníka generála řádu křižovníků s červenou hvězdou a jejich fořta v prostřední Lhotě, a paní Marie z téže vsi . (Některé zdroje uvádějí jako místo narození nedaleký Nový Knín, kde byla pokřtěna, popřípadě Starý Knín, kde sídlil příslušný farní úřad.) Již roku 1840 se s rodiči přestěhovala do Prahy, přičemž žili nejprve při křižovnickém generálátu u Karlova mostu na Starém Městě a od roku 1843 na Malé Straně. Její otec se přátelil s Václavem Krolmusem a pravidelně se u něj scházeli významní spisovatelé jako Karel Jaromír Erben, Božena Němcová a Josef Barák, k nimž se později přidali mladí literáti Jan Neruda a Vítězslav Hálek. Anna tak vyrůstala v intelektuálním prostředí a na podnětná setkání, zejména na hovory s Boženou Němcovou, celý život ráda vzpomínala.
V dospělosti byla aktivní ve výboru dam pro dozor nad vyučováním ručních prací, jako zakládající členka České domácnosti, čestná členka Amerického klubu dam a dalších dobročinných spolků. Získala stříbrnou záslužnou medaili města Prahy.
Zásadní vliv na její život měla nenaplněná láska k Janu Nerudovi (viz následující sekci). Nikdy se již neprovdala a žila ve vzpomínkách ve svém malostranském bytě až do své smrti roku 1910. Početnou sbírku knih a písemností, včetně některých od Jana Nerudy, odkázala škole v Novém Kníně.

## Vztah s Janem Nerudou
Poprvé se s básníkem a novinářem Janem Nerudou potkala v Praze na Starém Městě, v domě U zlatého melounu, kde tehdy sídlila Linkova taneční škola, kam docházela na podzim roku 1851. Oba dva navštěvovali tuto školu i v následujících letech. Skutečným dnem sblížení ale byl 6. listopad roku 1852, kdy, pro nedostatek tanečních partnerů, tvořil Neruda Holinové protějšek. V následujícím roce už chodil mladé Anně naproti ke Křížovníkům, kam chodila na mše. V tu dobu ji také vyznal lásku tím, že podtrhl některá slova v knize veršů od Boleslava Jablonského. Holinová Nerudovi odpověděla stejným způsobem.
Na prázdniny jezdila Anna Holinová ke své babičce do Knína, kam jí Neruda psal dlouhé dopisy z Prahy a také ji tam navštívil. Dopisy označoval jako „listy z vyhnanství“, ve kterých se také vyjádřil takto: „na kterém místě bez Vás žiji, je mně místo vyhnanstvím“. Zachovalé dopisy jsou z června 1857, kdy Nerudovi bylo 23 let a Anně bylo 21 let. Prý, když odepsala Janovi zpátky, udělala na 25 řádcích 38 pravopisných chyb. Neruda to komentoval slovy, že "naše dívky se za mateřský jazyk stydí".
Definitivně se rozcházejí roku 1863, kdy bylo Anně 27 let. Důvodem bylo odhalení Nerudových styků s Karolínou Světlou. Jak na základě získané korespondence po letech zjistil prof. Albert Pražák, šlo o nedorozumění – vztah byl pouze intelektuální. Světlá chtěla někomu oplatit pomoc, kterou jí předtím poskytla sestra Sofie Podlipská, přičemž zastávala názor, že je úkolem žen zušlechťovat muže. V dopisech Nerudu vyzývala, aby se nepoddával zklamání z neúspěchů, dbal o zevnějšek, nenadělal dluhy a staral se o Holinovou. Sestře Podlipské si pak stěžovala, že si Neruda podle ní ničí ducha, zdraví a čest; Světlá by mu chtěla přemoci lenost a vrátila ho k práci. Zprávy o vzájemných kontaktech ale vyšly na veřejnost a způsobily skandál. Holinová následně opustila Nerudu, protože získala dojem, že ji používá jen pro odlákání pozornosti od Světlé; Petr Mužák (manžel Světlé) zase vykázal Nerudu z domu a přísně zakázal své manželce se s ním stýkat.
Od té doby spolu už nemluvili. Holinová nenašla odvahu se s Nerudou setkat, aby nepřišla o vytoužený klid. Přesto zůstával jejím jediným milencem, myslela na něj a nikdy se neprovdala. Ve vysokém věku se svěřila: „Nebýt Nerudy, byla bych teď měla už vnoučátka, byla bych bývala domácí paní, měla děti, a nebyla sama, neboť by navštěvovaly babičku. Neruda mne provází jako červená nit životem.“ Z rozhovoru ale vyplynulo, že by neměnila, že ji vzpomínky na dávný vztah naplňují štěstím.

## Zajímavosti
V předvečer Nerudova pohřbu přišla k jeho domu a vhodila do pootevřeného okna jeho pokoje kytici smutečních fialek.